# Hệ thống quản lý cơ sở dữ liệu hoạt động
Hệ thống quản lý cơ sở dữ liệu hoạt động (còn gọi là OLTP Trên cơ sở dữ liệu Transaction Processing Line), được sử dụng để quản lý Dữ liệu động trong thời gian thực. Những loại Cơ sở dữ liệu cho phép bạn làm nhiều hơn là chỉ đơn giản  xem dữ liệu lưu trữ. Cơ sở dữ liệu hoạt động cho phép bạn chỉnh sửa các Dữ liệu (thêm, thay đổi hoặc xóa dữ liệu), làm nó trong thời gian thực.
Kể từ đầu những năm 90, thị trường Phần mềm cơ sở dữ liệu hoạt động đã được chủ yếu thực hiện trên SQL động cơ. Ngày nay, các hoạt động của Hệ thống cơ sở dữ liệu  thị trường đang tiến triển đáng kể, với sự sáng tạo và đương nhiệm hỗ trợ việc sử dụng ngày càng tăng của  dữ liệu phi cấu trúc và  NoSQL, cũng như cơ sở dữ liệu XML  và cơ sở dữ liệu  NewSQL. Cơ sở dữ liệu hoạt động đang ngày càng hỗ trợ cơ sở dữ liệu phân bố kiến trúc cung cấp tính sẵn sàng cao và sửa lỗi thông qua quy mô đến khả năng.
Nhận thức được vai trò ngày càng tăng của cơ sở dữ liệu hoạt động trong ngành công nghiệp IT đó là nhanh chóng di chuyển từ cơ sở dữ liệu di sản đến thời gian thực. Cơ sở dữ liệu hoạt động có khả năng xử lý web phân phối và nhu cầu di động, giải quyết các dữ liệu thách thức lớn. Trong tháng 10 năm 2013, Gartner bắt đầu xuất bản thuật Quadrant  cho Hệ thống quản lý cơ sở dữ liệu hoạt động.

## Danh sách cơ sở dữ liệu hoạt động
| Nền tảng cơ sở dữ liệu | Mô hình cơ sở dữ liệu             | SQL Hỗ trợ         | NoSQL Hỗ trợ | Đối tượng quản lý          | ACID giao dịch                |
| Altibase               | Cơ sở dữ liệu quan hệ             | Có                 | Không        | dữ liệu dạng bảng          | Giao dịch ACID thời gian thực |
| Apache Cassandra       | Cửa hàng trọng điểm có giá trị    | Không              | Có           | cặp khóa-giá trị           | không ai                      |
| Cloudant               | Tài liệu hướng cơ sở dữ liệu      | Không              | Có           | JSON                       | không ai                      |
| Clusterpoint           | Tài liệu hướng cơ sở dữ liệu      | Có (SQL cần thiết) | Có           | XML, JSON, dữ liệu văn bản | Phân phối ACID giao dịch      |
| Clustrix               | Cơ sở dữ liệu quan hệ             | Có (newSQL)        | Không        | dữ liệu dạng bảng          | ACID giao dịch                |
| Couchbase              | Tài liệu hướng cơ sở dữ liệu      | Có (N1QL)          | Có           | JSON                       | không ai                      |
| CouchDB                | Tài liệu hướng cơ sở dữ liệu      | Không              | Có           | JSON                       | không ai                      |
| EnterpriseDB           | Cơ sở dữ liệu quan hệ             | Có                 | Không        | dữ liệu dạng bảng          | ACID giao dịch                |
| FoundationDB           | Cửa hàng trọng điểm có giá trị    | Có                 | Không        | cặp khóa-giá trị           | ACID giao dịch                |
| Hana                   | Cơ sở dữ liệu quan hệ             | Có                 | Không        | dữ liệu dạng bảng          | ACID giao dịch                |
| IBM DB2                | Cơ sở dữ liệu quan hệ             | Có                 | Không        | dữ liệu dạng bảng          | ACID giao dịch                |
| Ingres                 | Cơ sở dữ liệu quan hệ             | Có                 | Không        | dữ liệu dạng bảng          | ACID giao dịch                |
| Đánh dấu logic         | Tài liệu hướng cơ sở dữ liệu      | Không              | Có (XQuery)  | XML                        | ACID giao dịch                |
| Microsoft SQL Server   | Cơ sở dữ liệu quan hệ             | Có                 | Không        | dữ liệu dạng bảng          | ACID giao dịch                |
| MongoDB                | Tài liệu hướng cơ sở dữ liệu      | Không              | Có           | BSON                       | không ai                      |
| NuoDB                  | Cơ sở dữ liệu quan hệ             | Có (newSQL)        | Không        | dữ liệu dạng bảng          | ACID-compliant                |
| Nhà tiên tri           | Cơ sở dữ liệu quan hệ             | Có                 | Không        | dữ liệu dạng bảng          | ACID giao dịch                |
| OrientDB               | Tài liệu định hướng cơ sở dữ liệu | Có                 | Có           | cặp khóa-giá trị           | không ai                      |
| Gợn sóng               | Cửa hàng trọng điểm có giá trị    | Không              | Có           | cặp khóa-giá trị           | không ai                      |
| VoltDB                 | Cơ sở dữ liệu quan hệ             | Có (newSQL)        | Không        | dữ liệu dạng bảng          | ACID giao dịch                |

## Sử dụng cơ sở dữ liệu  hoạt động trong kinh doanh
Cơ sở dữ liệu hoạt động được sử dụng để Lưu trữ dữ liệu, quản lý và theo dõi các Thông tin Kinh doanh  trong thời gian thực. Ví dụ, một công ty có thể có một cơ sở dữ liệu hoạt động được sử dụng để theo dõi số lượng kho / cổ phiếu. Khi khách hàng đặt mua Sản phẩm từ một cửa hàng web trực tuyến, một cơ sở dữ liệu hoạt động có thể được sử dụng để theo dõi bao nhiều mặt hàng đã được bán ra và khi các công ty sẽ cần phải sắp xếp lại. Một cơ sở dữ liệu hoạt động lưu thông tin về các hoạt động của một tổ chức, ví dụ như quản lý quan hệ khách hàng Giao dịch hoặc các hoạt động Tài chính trong một máy tính cơ sở dữ liệu.
Cơ sở dữ liệu hoạt động cho phép một doanh nghiệp nhập, thu thập, và lấy số lượng lớn các Thông tin cụ thể, chẳng hạn như dữ liệu công ty pháp lý, số liệu tài chính, hồ sơ dữ liệu cuộc gọi, nhân viên thông tin cá nhân, dữ liệu bán hàng, dữ liệu khách hàng, dữ liệu về Tài sản và nhiều thông tin khác. Một tính năng quan trọng của thông tin lưu trữ trong cơ sở dữ liệu hoạt động là khả năng chia sẻ thông tin giữa các công ty và qua Internet. Cơ sở dữ liệu hoạt động có thể được sử dụng để quản lý dữ liệu kinh doanh quan trọng, để giám sát các hoạt động, kiểm toán các giao dịch đáng ngờ, hoặc xem lại lịch sử Giao dịch  với một Khách hàng cụ thể. Họ cũng có thể là một phần của quá trình thực tế của việc đưa ra và thực hiện mua hàng, ví dụ như trong Thương mại điện tử

## Thuật ngữ kho dữ liệu (Data warehouse)
Trong kho dữ liệu,cơ sở dữ liệu hoạt động được truy cập bởi một hệ thống hoạt động (ví dụ một trang web với khách hàng hoặc các ứng dụng được sử dụng bởi các bộ phận dịch vụ khách hàng) để thực hiện các hoạt động thường xuyên của một Tổ chức. Cơ sở dữ liệu hoạt động thường sử dụng một xử lý giao dịch trực tuyến, cơ sở dữ liệu được tối ưu hóa để xử lý giao dịch nhanh hơn (tạo, đọc, cập nhật và xóa các hoạt động).